# Andreas Dreizler
Andreas Dreizler (* 27. März 1966 in Freiburg im Breisgau) ist ein Deutscher Physiker, Professor an der Technischen Universität Darmstadt und Leiter des Fachgebiets Reaktive Strömungen und Messtechnik.
Er erhielt 2014 den Gottfried Wilhelm Leibniz-Preis für seine Leistungen zur „quantitativen Laserdiagnostik reaktiver Strömungen“.

## Leben
Andreas Dreizler studierte Physik an der Universität Kiel, wo er 1988 sein Vordiplom erhielt. Er setzte sein Studium an der Ruprecht-Karls-Universität Heidelberg fort und erhielt 1992 sein Diplom. In dieser Zeit fielen Forschungsaufenthalte an der University of Oxford mithilfe eines DAAD-Stipendiums. Danach promovierte er 1995 unter Jürgen Wolfrum in der Physikalischen Chemie mit einer Arbeit zur Polarisationsspektroskopie. Der Titel seiner Dissertation lautete „Einsatz von Vierwellenmischug und Polarisationsspektroskopie zur Diagnostik reaktiver Strömungen“. Danach folgten Stationen als Technologieberater für Lasertechnologie beim Verein Deutscher Ingenieure in Düsseldorf und als Hochschulassistent und Arbeitsgruppenleiter am Institut für Technische Verbrennung der Universität Stuttgart. 2002 folgte seine Habilitation in der Verbrennungstechnik bei Johannes Janicka an der Technischen Universität Darmstadt. Der Titel seiner Habilitationsschrift lautete „Über Experimente zur Entwicklung und Validierung von Modellen für die Beschreibung turbulenter Flammen“.
Er ist verheiratet und hat vier Kinder. Er ist Mitglied der Deutschen Bunsen-Gesellschaft für Physikalische Chemie, der Optical Society und der Deutschen Sektion des Combustion Institutes.

## Auszeichnungen
- 2012 Preis der Fritz und Margot Faudi-Stiftung[8]
- 2002 Preist der Adolf-Messer-Stiftung[9]
- 2014 Gottfried Wilhelm Leibniz-Preis[2]
- 2021 Mitglied der Deutschen Akademie der Technikwissenschaften
- 2022 Mitglied der Akademie der Wissenschaften und der Literatur[10]